# Maiwand (Ort)

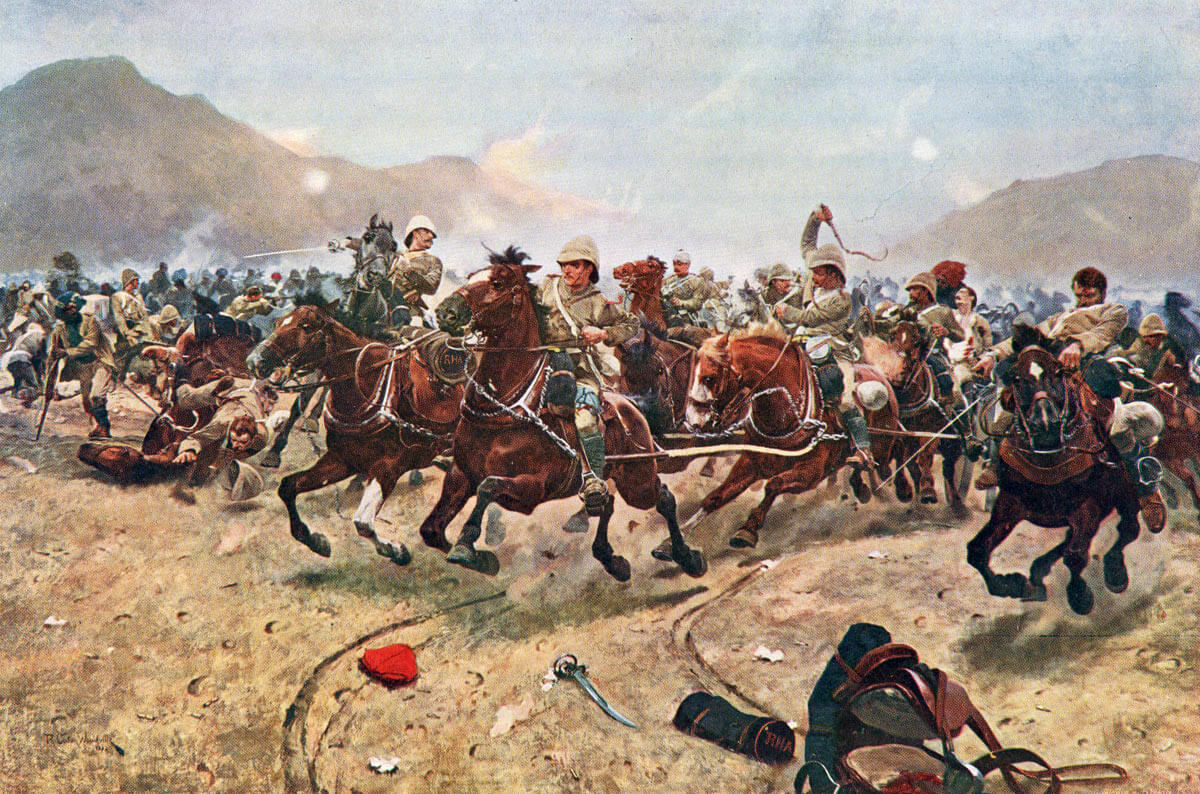
Royal Horse Artillery fleeing from Afghan attack at the Battle of Maiwand, Gemälde von Richard Caton Woodville (1883)

Maiwand ist ein Ort in der Provinz Kandahar in Afghanistan und befindet sich ca. 80 km westlich der Provinzhauptstadt Kandahar. 
In Maiwand fand im Zweiten Anglo-Afghanischen Krieg am 27. Juli 1880 die Schlacht von Maiwand statt.  Dabei fügten die Afghanen unter Führung von Ayub Khan den Briten eine der größten Niederlagen ihrer Geschichte zu, in der 969 britische Soldaten starben.